# Tomasz Leśniowski
Tomasz Leśniowski (ps. David Magen, 25. července 1968, Nová Ruda) je polský básník, certifikovaný sociální a kulturní animátor.
Narodil se 25. července 1968 v Nové Rudě. Vystudoval Technickou školu St. Staszice. Je také absolventem univerzity ve Vratislavi a Opoli, spoluzakladatelem literárního klubu Ogma a skupiny Básníci '97. Rovněž se podílí na organizaci setkání s poezií v Nové Rudě a polsko-českých setkání básníků. Působí i jako porotce polských básnických soutěží a spolu s K. Maliszewským a O. Tokarczukovou pořádá regionální literární soutěže „Moje malá vlast”. Je autorem pěti listů a svazku poezie. Spolupracoval též na editaci či publikaci více než 60 svazků a antologií vydaných v Nové Rudě. Jeho význam dokládá ocenění v národních básnických soutěžích např. H. Poświatowskou v Čenstochové. Jeho básně se také objevily v mnoha antologiích včetně Imiona istnienia (Wrocław 1997), Almanach Wałbrzyski, Literatura, Fotografia (Wałbrzych 1997), V kouli (Praha 2003), Slovo Pády (Broumov 2008) a byly přeloženy do češtiny a ruštiny.

## Poezie
- Na twym grobie (1991)
- Virginia, Abigail (1995)
- Odłamek macewy (1997)
- niedziela w kłodzku (1998)
- Dzień mózgu (2000)

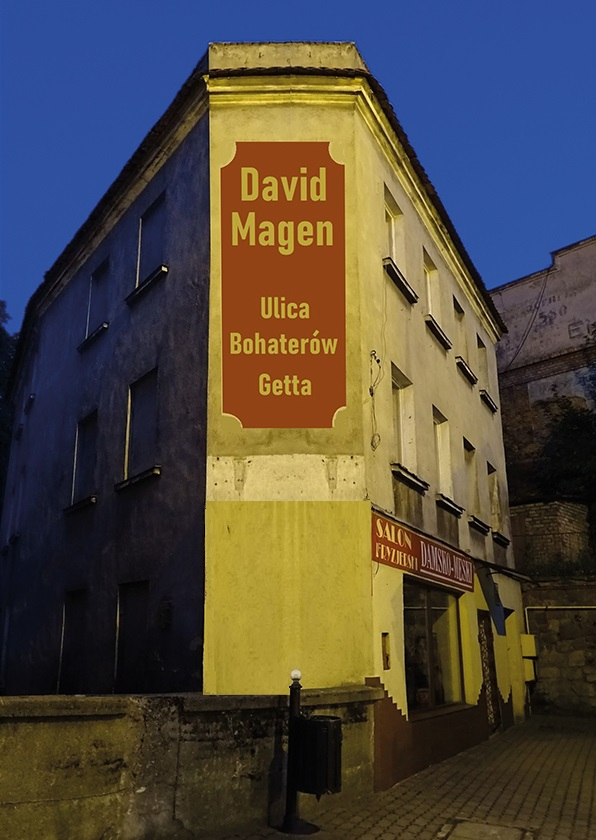

- Ulica Bohaterów Getta. Wiersze wybrane (2022), ISBN  978-83-66996-30-4

## Ostatní
- Noworudzki Klub Literacki Ogma, Grupa Poeci ’97 (1999)
- Poeci Doskonale Wierni: Noworudzki Klub Literacki Ogma, Polsko-Czeska Grupa Poeci ’97 w latach 1900–2004, Karol Maliszewski vstup, (2005), ISBN 9788388842795
- Klimat społeczny domu dziecka (2007), ISBN 978-83-60478-36-3